# Pitot-cijev
Pitot-cijev, Pitotova cijev (po francuskom fizičaru Henriju Pitotu, 1695. – 1771.) ili Prandtl-Pitotova cijev (po njemačkom fizičaru Ludwigu Prandtlu) je mehanička naprava za precizno mjerenje brzine strujanja na temelju razlike tlaka zastoja i statičkoga tlaka koji zbog oblika cijevi nastaju u struji fluida. To je uska, podulja cijev kojoj se ulazni otvor stavlja u struju tekućine, a drugi kraj spaja na tlakomjer (manometar). Plašt cijevi ima na sebi vijenac rupica tako da mjeri statički (ps) i brzinski tlak (pv2/2) strujanja. Uz tu cijev stoji i druga, koja je nakon ulaznog otvora savijena okomito prema smjeru strujanja. Čestice tekućine koje u nju ulijeću zbog okomitog se koljena zaustavljaju, tako da se na drugom kraju mjeri tlak zastoja (pt). Obje cijevi zajedno služe za mjerenje brzine v fluida gustoće ρ, po jednadžbi:
{\displaystyle v={\sqrt {\frac {2\cdot (p_{t}-p_{s})}{\rho }}}}
Razlika tlakova omogućuje primjenu cijevi kao brzinomjera (na primjer u zrakoplovstvu).

## Objašnjenje
Pitot-cijev je posebno konstruirana kratka i šuplja cijev koja se postavlja s vanjske strane zrakoplova u smjeru relativne struje zraka. Kroz centralni otvor prikuplja se ukupno strujanja zraka. 
Pomoću Pitot-cijevi i statičkog otvora brzinomjer zrakoplova mjeri brzinu. Statički otvor se izvodi ili kao jedan odnosno više bočnih otvora bilo na Pitot-cijevi (koja se u takvoj izvedbi naziva i Pitot-statička cijev), bilo kao posaban otvor na oplati zrakoplova. Statički otvor služi za mjereje statičkog tlaka, dakle tlaka koji vlada u sredstvu (u ovom slučaju je to zrak) i ne ovisi o gibanju sredstva, i stoga se za smještaj statičkog otvora bira ono mjesto na kojem nema značajnog niti povećanja niti smanjenja tlaka zraka uzrokovanog kretanjem zrakoplova.
Prema Bernoullijevoj jednadžbi je ukupni tlak jednak zbroju statičkog tlaka (koji vlada u sredstvu bez gibanja) i dinamičkog tlaka (koji se pojavljuje kada se sredstvo giba):
{\displaystyle p_{t}=p_{s}+{\frac {\rho \cdot v^{2}}{2}}}.
Iz ove jednadžbe se dobije da je brzina zraka u slobodnoj struji:
{\displaystyle v={\sqrt {\frac {2\cdot (p_{t}-p_{s})}{\rho }}}} ,
gdje je: v - brzina, pt - ukupni tlak (u ovom slučaju je riječ o stagnacijskom tlaku), ps - je statički tlak i  ρ - gustoća sredstva (zraka).
Pomoću vrijednosti statičkog tlaka visinomjer ujedno pokazuje apsolutnu visinu zrakoplova.

## Poveznice
- Mjerenje protoka